# Eclipsa de Lună din 13 aprilie 1949

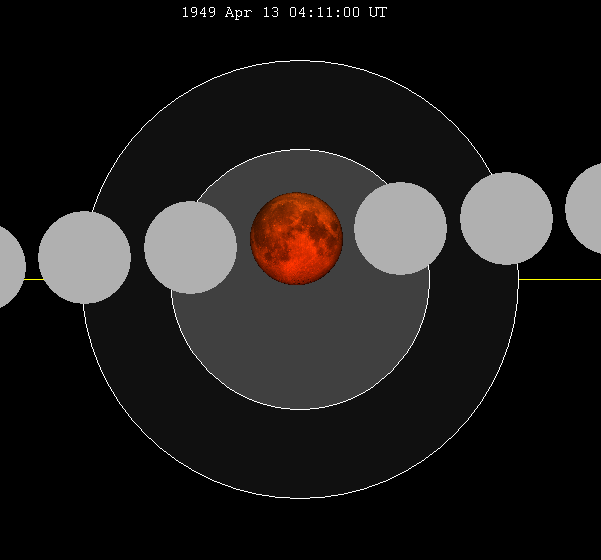

O eclipsă totală de Lună s-a produs la 13 aprilie 1949.

## Caracteristici
A făcut parte din seria Saros 121, fiind prima eclipsă totală de Lună din tetrada din anii 1949-1950. Tetrada lunară este o serie de patru eclipse consecutive având loc fiecare la un interval de șase luni, în doi ani consecutivi.

Celelalte eclipse din tetradă au avut loc la 7 octombrie 1949, 2 aprilie 1950, 26 septembrie 1950.

## Vizibilitate

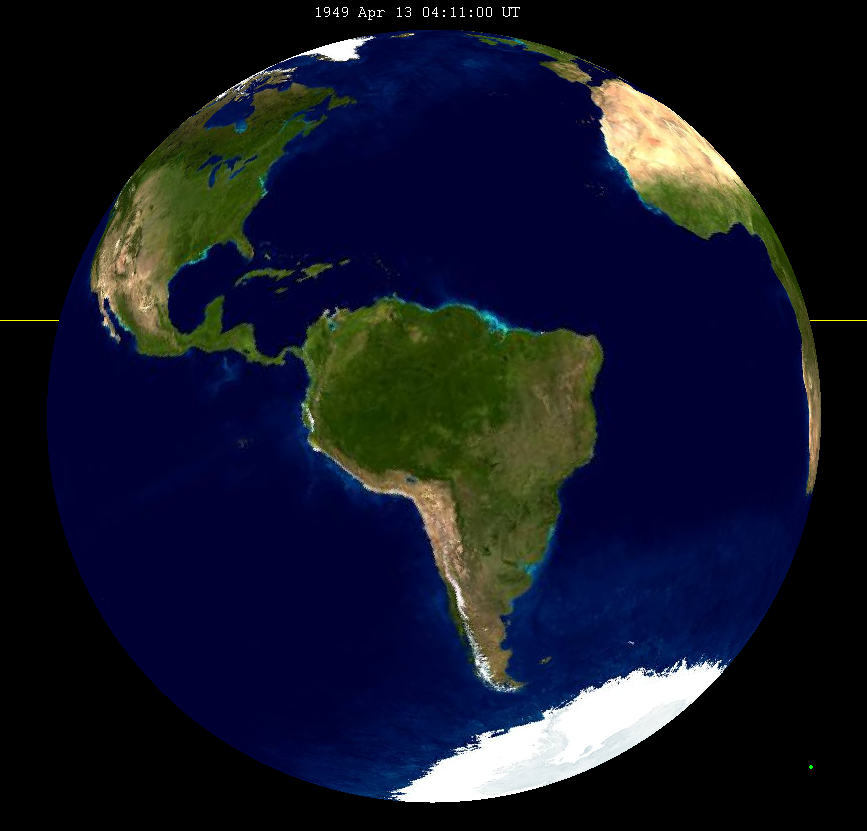
Eclipsa de Lună din 13 aprilie 1949; vedere a Pământului de pe Lună, în timpul fazei maxime a eclipsei